# تشارلز بيرنهام (سياسي)
تشارلز بيرنهام هو شخصية أعمال وسياسي أمريكي، ولد في 18 سبتمبر 1847، وتوفي في 27 فبراير 1908. نشط حزبياً في الحزب الجمهوري. وقد انتخب عضو جمعية ولاية ويسكونسن ‏.